# Germanies a Alcúdia
La Revolta Forana dels Agermanats o Germanies a Alcúdia fou una revolta social a l'illa de Mallorca que començà a principis del segle xvi.

## Antecedents
Hi ha constància de què a mitjans i finals del segle xv, ja hi havia focus de revolta tant a la ciutat de Mallorca com a la Part Forana. Aquesta revolta fou dirigida pels agermanats que eren menestrals i pagesos mallorquins, que es manifestaren en contra del poder reial. Els agermanats s'aixecaren en armes per defensar les seves reivindicacions. Creien en una justícia millor i volien acabar amb la corrupció.

## Agermanats aAlcúdia
Entre 1519 i 1521 molts de nobles i rics homes de l'illa viatjaren a Alcúdia per refugiar-se dels atacs dels agermanats. Les murades serviren de protecció i refugi per a tots ells. En 1521 es nomenà nou governador i capità d'Alcúdia amb privilegi de gràcia a Pere de Pachs.

## Nobles i rics homes que es refugiaren a Alcúdia
- Pere Joan de Zaforteza- Senyor de la possessió de Raixa (diuen que entrà a Alcúdia gràcies a la disfressa de monjo. Arribarà per octubre de 1521.

- Narcis o Narciso.
- Bartomeu Rossinyol.

El 15 de febrer de 1521 data de la batalla entre alcudiencs i agermanats. Alcúdia, com el castell de Santueri, eren els dos únics focs de resistència a la revolta forana dels agermanats). Encapçalava la guàrdia alcudienca en Bartomeu Ventayol. Els agermanats prepararen una emboscada als d'Alcúdia quan volien sorprendre'ls un dia que anaven a preparar les vinyes fora de les murades. Segons l'historiador Pere Ventayol Suau, hi havia dies que no es veien cap germanat al costat de les murades; per aquell temps, els d'Alcúdia necessitaven preparar les vinyes per conrear que eren fora del recinte emmurallat. Alertats per Ventayol, alguns alcudiencs corrien cap a les muralles i altres s'enfrontaren als agermanats.
| « | Llegados al Bresal junto a la heretat d'Abrinas, pusiéronse a trabajar, y pasada media hara un silbido bien conocido de ellos les avisó la perentoria necesidad de substituir la lid al trabajo.(...) Puestos los alcudianos en orden por Bartolemeu Ventayol, emprendieron luego la retirada, porque los de la descubierta emboscada eran quinientos, los cuales acometieron impetuosamente a los veinte y cinco, que por su fortuna habían ya ganado una pequeña eminencia, desde el cual pudieron hacer frente por un corto espacio de tiempo. Formando un pequeño cuadro, hicieron morder la tierra a los atrevidos que les acometieron sin órden; pero su situación pronto debía ser crítica y desesperada; (...) | » |

Davant Bartomeu Ventayol es trobava el cap dels agermanats Guillem Grimalt que tingueren un temps per parlar. Grimalt volia que Ventayol l'entreguesin tots aquells rics homes i nobles que s'havien refugiat darreres les murades. Ventayol es negà en rotund.
Començà la batalla, Alcúdia encapçalada per Ventayol era auxiliat pels homes de Guaita, Aleñar o Alenyar, Rotger, Jaume Soliveret i en Cifre.
Una dona de la familia Amorós dugué al capdavant de les forces alcudienques la bandera de la creu blanca sobre un fons blau marí, senyera dels no agermanats alcudiencs. La senyera s'ha conservat fins fa pocs anys dins la parròquia de St. Jaume d'Alcúdia. Molt possiblement ara estigui en fase de restauració.
El noble senyor Narciso (Narcís) amb dos-cents homes ajudaren a Ventayol a enfrontar-se als agermanats. "La causa de este ataque repentino de los comuneros fué descubrir muy cercano un refuerzo de doscientos homes capitaneados por el noble D. Narciso, los que llegaron al principio del combate, y en menos de media hora los comuneros fueron derrotados con pérdida de muebos, siendo muy poca la de los alcudianos; aún que esta victoria les costó un profundo pesar. "- D. Narcís fou greument ferit, es demanà l'assistència del cirurgià Llensor que prest l'auxilià. Vist que les ferides eren molt importants es demanà la presència del capellà, D. Martí Ferrer. Morí al cap de poc.
El 18 de febrer de 1521 arribà a Alcúdia el bisbe de Cluny, Pere Pont que anava acompanyat per Joan Odon de Salas per intermediar entre els agermanats i els alcudiencs.
El 22 d'octubre de 1521 una peça d'artilleria a Palma fou robada pels agermanats a la ciutat d'Alcúdia. Joan Albertí envià un grup dels seus homes a parlar amb el batle d'Alcúdia i que posés fi al setge.
Per novembre de 1521 Alcúdia tornà a ser atacada i assetjada pels agermanats. Alcúdia demanà ajuda al mateix rei d'Espanya, Carles I. La gran majoria dels alcudiencs aguantaren dins el recinte murallat durant uns pocs anys fins que gràcies a la intervenció de l'emperador varen poder acabar amb les revoltes foranes.
Entre els pocs agermanats que vivíen dins el recinte murallat, es trobava Pere Ferrer Toleta.
El 5 de novembre de 1521 El jurau, Rafel Arnau, visità Alcúdia per negociar amb els no agermanats.
Per octubre de 1522 Joanot Colom s'enfrontà a Sa Pobla a les tropes reials, capitanejades pel governador de Mallorca, Miquel de Gurrea, que prèviament havien desembarcat a la costa alcudienca.
Durant aquell enfrontament moriren un miler de persones.
El dia 7 de març de 1523 els agermanats capitularen a Palma. Joanot Colom que prèviament havia abandonat la revolta forana per refugiar-se a Palma, fou empresonat durant dos mesos al castell de Bellver i el 3 de juny d'aquell mateix any, fou degollat i esquarterat.

## Bibliografies
VENTAYOL SUAU, Pere. Historia de Alcúdia. Tom II, 1982.